# Grand Prix 4; LKAB Marathon 2024
De Marathonschaatsen 2023/2024 Grand Prix 4; LKAB Marathon 2024 was de drieentwintigste wedstrijd van het Marathonseizoen  en de vierde wedstrijd van de Grand Prix die op donderdag 22 februari 2024 plaatsvond op de Botnische Golf in Zweden. De vierde wedstrijd om de natuurijs Grand Prix, is een wedstrijd over 100 km bij de mannen en 80 km bij de vrouwen.  
De natuurijs 'Grand Prix' bestaat uit een reeks van zes wedstrijden waarbij buitenlands natuurijs centraal staat. De eerste drie wedstrijden worden gereden op de Weissensee (Oostenrijk). De laatste drie wedstrijden worden gereden op de Botnische Golf bij Luleå (Zweden). De afstanden variëren tussen de 30 en 200 kilometer. Zowel de mannen als vrouwen rijden de Grand Prix wedstrijden en na zes wedstrijden wordt een eindklassement opgemaakt.
Bij de mannen won Jordy Harink de vierde Grand Prix. Harink rekende in de sprint af met Luc ter Haar en Crispijn Ariëns. Alternatieve Elfstedentochtwinnaar Christian Haasjes ging als eerste de sprint aan van de kopgroep van zes maar greep net als medevluchters Daan Gelling en Marco van der Tuin naast het podium. Voor Harink was het na elf eerdere podiumplaatsen en zelfs twee eindoverwinningen in de Grand Prix pas zijn eerste dagzege in deze natuurijscompetitie. Eerder won Harink op hetzelfde Zweedse zee-ijs wel het Open NK. Nadat Snoek op de Weissensee de Alternatieve Elfstedentocht had gewonnen heeft Tessa Snoek ook bij de herstart van de Grand Prix de winst gepakt. Snoek was het snelst van een kopgroep van drie die ging sprinten om de winst. Merel Bosma moest genoegen nemen met de tweede plaats, klassementsleidster Beau Wagemaker moest na een derde plaats het oranje overgeven aan Snoek. Het podiumdrietal had al vroeg in de wedstrijd, samen met een onfortuinlijke Iris van der Stelt die in de finale letterlijk weg zou vallen, het peloton ver achter hen gelaten.

## Tijdschema
| Datum                      | Tijd (CET) | Onderdeel |
| -------------------------- | ---------- | --------- |
| Donderdag 22 februari 2024 | 09:00      | Vrouwen   |
| Donderdag 22 februari 2024 | 12:00      | Mannen    |

## Podia
| Klasse              | Eerste       | Tweede       | Derde           |
| ------------------- | ------------ | ------------ | --------------- |
| Top-divisie mannen  | Jordy Harink | Luc ter Haar | Crispijn Ariëns |
| Top-divisie vrouwen | Tessa snoek  | Merel Bosma  | Beau Wagemaker  |

## Uitslag Top-divisie mannen[2]
| #      | Rijder               | Nationaliteit | Ploeg                           | Punten |
| ------ | -------------------- | ------------- | ------------------------------- | ------ |
| Goud   | Jordy Harink         | Nederland     | Royal A-ware                    | 35,1   |
| Zilver | Luc ter Haar         | Nederland     | Bouwselect / De Haan Westerhoff | 29     |
| Brons  | Crispijn Ariëns      | Nederland     | Team Reggeborgh                 | 24     |
| 4      | Christian Haasjes    | Nederland     | Sprog                           | 20     |
| 5      | Daan Gelling         | Nederland     | Royal A-ware                    | 17     |
| 6      | Marco van der Tuin   | Nederland     | A6.nl / KMC                     | 15     |
| 7      | Chiel Smit           | Nederland     | Sprog                           | 14     |
| 8      | Jeroen Janissen      | Nederland     | OKAY/Interfarms                 | 13     |
| 9      | Homme Jan de Groot   | Nederland     | Bouwselect / De Haan Westerhoff | 12     |
| 10     | Klaas Poortinga      | Nederland     | Sprog                           | 11     |
| 11     | Joram Verkerk        | Nederland     | VGR Sport / Mechan Groep        | 10     |
| 12     | Ronald Kruijer       | Nederland     | Bouwselect / De Haan Westerhoff | 9      |
| 13     | Kevin van der Horst  | Nederland     | OKAY/Interfarms                 | 8      |
| 14     | Niels Overvoorde     | Nederland     | Sportchaletviehhofen.at         | 7      |
| 15     | Evert Hoolwerf       | Nederland     | Team Reggeborgh                 | 6      |
| 16     | Stefan Wolffenbuttel | Nederland     | OKAY/Interfarms                 | 5      |
| 17     | Bart Mol             | Nederland     | A6.nl / KMC                     | 4      |
| 18     | Christoffel Hendriks | Nederland     | Port of Amsterdam / SKITS       | 3      |
| 19     | Timo Verkaaik        | Nederland     | Sportchaletviehhofen.at         | 2      |
| 20     | Hylke de Boer        | Nederland     | Bouwselect / De Haan Westerhoff | 1      |

100 kilometer
2:54:03uur (gem. 870,3sec) 34,7km/h

## Uitslag Top-divisie vrouwen[3]
| #      | Rijder                | Nationaliteit | Ploeg                               | Punten |
| ------ | --------------------- | ------------- | ----------------------------------- | ------ |
| Goud   | Tessa Snoek           | Nederland     | VGR Sport / Vreugdenhil Dairy Foods | 35,1   |
| Zilver | Merel Bosma           | Nederland     | BDM-BTZ                             | 29     |
| Brons  | Beau Wagemaker        | Nederland     | PGM Bakker                          | 24     |
| 4      | Iris van der Stelt    | Nederland     | PEER racefietsen Wijk en Aalburg    | 20     |
| 5      | Judith Krabbenborg    | Nederland     | Haak powered by OCRE                | 17     |
| 6      | Esther Kiel           | Nederland     | BDM-BTZ                             | 15     |
| 7      | Maaike Verweij        | Nederland     | Team Albert Heijn Zaanlander        | 14     |
| 8      | Ineke Dedden          | Nederland     | PGM Bakker                          | 13     |
| 9      | Janne Berkhout        | Nederland     | Van Ramshorst Renault               | 12     |
| 10     | Luna Jonkers          | Nederland     | PGM Bakker                          | 11     |
| 11     | Emma Engbers          | Nederland     | VGR Sport / Vreugdenhil Dairy Foods | 10     |
| 12     | Tjilde Bennis         | Nederland     | Turner                              | 9      |
| 13     | Dieuwertje van Kalken | Nederland     | Turner                              | 8      |
| 14     | Roos Markus           | Nederland     | VGR Sport / Vreugdenhil Dairy Foods | 7      |
| 15     | Olin Verhoog          | Nederland     | Haak powered by OCRE                | 6      |
| 16     | Femke Mossinkoff      | Nederland     | Van Ramshorst Renault               | 5      |
| 17     | Eline Cox             | Nederland     | Vector                              | 4      |
| 18     | Evi Gelling           | Nederland     | Turner                              | 3      |
| 19     | Anne Leltz            | Nederland     | Wokke Vastgoed                      | 2      |
| 20     | Pien van den Bos      | Nederland     | Wokke Vastgoed                      | 1      |

80 kilometer

2:23:56uur (gem. 959,6sec) 31,5km/h

Marathon Cup 1 · 
Marathon Cup 2 · 
Marathon Cup 3 ·
Marathon Cup 4 · 
Marathon Cup 5 · 
Marathon Cup 6 · 
Marathon Cup 7 · 
Marathon Cup 8 · 
Staatsloterij Schaatsmarathon · 
Marathon Cup 9 · 
NK kunstijs · 
Marathon Cup 10 · 
Eerste schaatsmarathon op natuurijs · 
Tweede schaatsmarathon op natuurijs · 
Marathon Cup 11 · 
Marathon Cup 12 · 
Grand Prix 1 · 
Open NK natuurijs · 
Grand Prix 2 · 
Grand Prix 3 ·
Marathon Cup 13 ·
Marathon Cup 14 · 
Grand Prix 4 · 
Grand Prix 5 · 
Grand Prix 6 ·  
Marathon Cup 15
Klassementen: KNSB Cup ·
Jongeren · 
Ploegen ·
Grand Prix ·
Club-assistent Brabantcup ·
Natuurijs vierdaagse
Lijst van schaatsmarathonrijders 2023/2024